# Эскивель, Мануэль
Сэр Мануэ́ль Амаде́о Эскиве́ль (исп. Manuel Amadeo Esquivel; 2 мая 1940 — 10 февраля 2022) — политик Белизa. Лидер Объединённой демократической партии Белиза, премьер-министр в 1984—1989 и 1993—1998 годах.
Эскивель родился в городе Белизе, когда он был ещё столицей колонии, изучал физику в Университете Нового Орлеана. Впоследствии он продолжал аспирантуру по физике в Бристольском университете, Англия.
Он был назначен в Тайный совет Её Величества Королевы Елизаветы II. В это время он получил титул «сэр». Он также является почётным доктором гуманитарных наук Университета Лойолы.
После того как партия UDP выиграла выборы 2008 года, Эскивель был назначен премьер-министром Дином Барроу в качестве старшего советника правительства в ранге министра 12 февраля 2008.
Эскивель состоял в браке Кэтлин (Кэти) и имел троих детей. Дочь Лаура пошла по стопам своего отца, став членом городского совета от партии UDP с марта 2006 года.
Он получил орден Святого Михаила и Святого Георгия (KCMG) в 2010 году.